# HMAS Napier
HMAS Napier – brytyjski niszczyciel z okresu II wojny światowej, należący do typu N (J/K/N), służący w marynarce australijskiej w latach 1940–1945, a po wojnie w rezerwie brytyjskiej Royal Navy w latach 1945–1956 jako HMS „Napier”. Podczas wojny nosił znak taktyczny G97.
Podczas wojny, „Napier” otrzymał cztery wyróżnienia bitewne (Battle Honours): za Kretę 1941, Libię 1941, Birmę 1944–1945 i Okinawę 1945. Przepłynął ponad 270 000 mil morskich.

## Budowa
Okręt zamówiono 15 kwietnia 1939 w ramach programu finansowego na 1939 rok, razem z innymi tego typu. Stępkę pod budowę położono 26 lipca 1939 w stoczni Fairfield Shipbuilding and Engineering Company w Govan w Szkocji, kadłub wodowano 22 maja 1940. Okręt budowany był dla marynarki brytyjskiej Royal Navy, jako HMS „Napier”, nazwany od admirała Charlesa Napiera (wyposażony został jako lider – okręt flagowy flotylli niszczycieli, stąd zgodnie z tradycją brytyjską otrzymał imię admirała). Był on drugim okrętem noszącym tę nazwę. Ostatecznie został wraz z 5 innymi okrętami tego typu przekazany przed ukończeniem Marynarce Wojennej Australii, pozostając własnością rządu brytyjskiego.
Już 28 listopada 1940 został formalnie przyjęty do służby jako HMAS „Napier”, lecz budowę ukończono dopiero 11 grudnia 1940. W tej samej stoczni budowano też równocześnie niszczyciel tego typu „Nestor”, a wcześniej HMS „Juno” i HMS „Kelvin” takich samych typów J i K.

## Służba

### Skrót
Po wejściu do służby „Napier” stał się okrętem flagowym 7. Flotylli Niszczycieli. W kwietniu – maju 1941 został przebazowany na Morze Śródziemne, do Aleksandrii. W maju 1941 brał udział w bitwie o Kretę i ewakuacji alianckiego personelu stamtąd. Został lekko uszkodzony bombami, po czym był remontowany do sierpnia 1941. Od sierpnia do października 1941 działał pod oblężonym Tobrukiem, transportując tam nocami żołnierzy, w tym polskich, i ostrzeliwał cele naziemne.
W styczniu 1942 został przeniesiony na Ocean Indyjski, wchodząc w skład brytyjskiej Floty Wschodniej. W styczniu i marcu osłaniał operacje transportu samolotów na Jawę i Cejlon przez lotniskowiec HMS „Indomitable”. Przydzielony do Zespołu A („szybkiego”) Floty Wschodniej podczas japońskiego wypadu w kwietniu. W czerwcu 1942 skierowany na Morze Śródziemne, do Aleksandrii w celu uczestnictwa w operacji konwojowej Vigorous na Maltę. Następnie powrócił na Ocean Indyjski, bazując głównie w Durbanie, biorąc udział w działaniach floty oraz eskortowych. We wrześniu brał udział w inwazji na Madagaskar. Od stycznia 1944 „Napier” bazował w Trincomalee na Cejlonie. Ubezpieczał ataki samolotów z lotniskowców na bazę japońską w Sabang 19 kwietnia i na Surabaję 17 maja. Od grudnia 1944 do końca stycznia 1945 „Napier” wspierał działania w Birmie, ostrzeliwując cele naziemne. Od kwietnia 1945 działał na Pacyfiku, osłaniając zespoły zaopatrzeniowe floty brytyjskiej pod Okinawą. 2 września 1945 brał udział w ceremonii kapitulacji Japonii.

### Atlantyk 1941
Po wejściu do służby, „Napier” osiągnął gotowość już pod koniec grudnia 1940 i wszedł w skład 7. Flotylli Niszczycieli Floty Metropolii (Home Fleet), jako okręt flagowy dowódcy flotylli, kmdra Stephena H. Arlissa. Przeważnie eskortował główne siły floty brytyjskiej na wodach na północ od Wielkiej Brytanii, operując ze Scapa Flow. Został następnie skierowany docelowo na Morze Śródziemne.
29 marca 1941 „Napier” wraz z niszczycielem HMAS „Nizam”, krążownikiem HMS „Sheffield”, lotniskowcem HMS „Argus” i transportowcem wojska „Highland Monarch”, dotarł do Gibraltaru. Następnie wraz z „Nizamem” eskortował „Highland Monarch” do Freetown i dalej na Wyspę Świętej Heleny (12 kwietnia). 30 kwietnia oba niszczyciele przybyły wokół Afryki do Adenu, a następnie 4 maja przez Kanał Sueski do Aleksandrii, po czym zostały włączone do Floty Śródziemnomorskiej.

### Morze Śródziemne 1941
Na Morzu Śródziemnym „Napier” cały czas brał udział w osłonie działań głównych sił Floty Śródziemnomorskiej i jej poszczególnych okrętów oraz osłonie konwojów, głównie na Maltę, pozostając okrętem flagowym 7. Flotylli Niszczycieli kmdra Arlissa. W dniach 6–12 maja wziął udział w operacji sił głównych MD.4, jako eskorta konwoju MW-7 na Maltę (równolegle z operacją Tiger z Gibraltaru).
Od połowy maja 1941 „Napier” brał udział w bitwie o Kretę. 20 maja eskortował pancerniki HMS „Barham” i „Queen Elizabeth” i lotniskowiec HMS „Formidable” bombardujące niemieckie lotnisko na wyspie Karpathos (Scarpanto) i w zatoce Pogadia. W nocy 26/27 maja osłaniał z oboma pancernikami operację wysadzenia wojska i ewakuacji w zatoce Suda na Krecie. W nocy 28/29 maja w składzie Zespołu C, wraz z HMAS „Nizam”, HMS „Kelvin” i „Kandahar”, ewakuował 1000 żołnierzy ze Sfakii do Aleksandrii (w tym „Napier” 296 i 17 innych osób). Podczas powtórnej operacji 30/31 maja z niszczycielem „Nizam”, „Napier” ewakuował 709 osób, lecz w drodze powrotnej oba zostały uszkodzone bliskimi wybuchami niemieckich bomb. „Napier” odniósł uszkodzenia w maszynowni.
Do połowy sierpnia okręt był remontowany w Aleksandrii i Port Saidzie, po czym powrócił do Aleksandrii i w sierpniu, wrześniu i październiku 1941 działał pod oblężonym Tobrukiem. Nocą 28/29 sierpnia wziął udział w transportowaniu do Tobruku polskiej Samodzielnej Brygady Strzelców Karpackich (9. seria operacji Treacle), wraz ze stawiaczem min HMS „Latona” i niszczycielami HMS „Jackal” i „Decoy”. 11, 15 i 18 września ponownie transportował zaopatrzenie do Tobruku (wraz z innymi niszczycielami). 21/22 września wraz z HMS „Kingston” i „Hotspur” transportował żołnierzy brytyjskich do Tobruku (7. seria operacji Supercharge). Po krótkiej służbie eskortowej na Morzu Czerwonym na początku października, 21/22 października transportował ponownie żołnierzy brytyjskich do Tobruku (seria 6. operacji Cultivate).
23 października wraz z niszczycielami „Nizam”, „Jupiter” i „Hasty” bombardował Sollum, a 25 października z „Nizam” i „Hasty” – Bardię. Na początku listopada brał udział w transporcie posiłków do Famagusta na Cyprze (operacja Glencoe). W listopadzie i grudniu brał udział w kilku operacjach głównych sił, nie brał jednak udziału w bitwie w zatoce Syrta z uwagi na remont. W dniach 28–29 grudnia eskortował konwój 4 pustych statków powracających z Malty (konwój ME-8), atakowany przez lotnictwo. 30/31 grudnia ostrzeliwał rejon Bardii (z krążownikiem HMS „Ajax” i niszczycielami)

### Ocean Indyjski 1942
W styczniu 1942 wraz z 13. Dywizjonem 7. Flotylli (HMAS „Nizam” i „Nestor”) został przeniesiony na Ocean Indyjski, wchodząc w skład brytyjskiej Floty Wschodniej. 9 stycznia niszczyciele te spotkały się z lotniskowcem HMS „Indomitable” koło wysp Sokotra, stanowiąc odtąd jego eskortę. 21 stycznia zespół dotarł do atolu Addu. 28 stycznia „Indomitable” dostarczył lotem 48 myśliwców Hawker Hurricane 232. i 258. Dywizjonu RAF do Batawii (operacja Opponent). „Indomitable” eskortowany przez „Nestor” i „Napier” operował w lutym na Oceanie Indyjskim w rejonie Adenu i Port Sudan, po czym 6 marca dostarczył stamtąd Hurricane’y 30. i 261. Dywizjonu RAF na Cejlon. Oddzielony następnie od eskorty lotniskowca, bazował z głównymi siłami Floty Wschodniej w Trincomalee na Cejlonie.
„Napier” przydzielony został do Zespołu A („szybkiego”) Floty Wschodniej podczas japońskiego wypadu na Ocean Indyjski w kwietniu, lecz nie doszło do starć z przeciwnikiem. Operował w tym okresie z głównymi siłami floty z atolu Addu. W drugiej połowie kwietnia przeszedł krótki remont w Bombaju, połączony ze zwiększeniem liczby działek plot.

### Morze Śródziemne 1942 (Vigorous)
Na przełomie maja i czerwca 1942 „Napier” został wraz z 7. Flotyllą Niszczycieli skierowany na krótko do Aleksandrii, w celu uczestnictwa w silnej operacji konwojowej Vigorous na Maltę. Operacja ta, w dniach 13–16 czerwca, spotkała się jednak z silnym przeciwdziałaniem lotnictwa państw Osi i zakończyła się porażką (zatopiono m.in. HMAS „Nestor”). Pod koniec czerwca powrócił z flotyllą na Ocean Indyjski.

### Ocean Indyjski 1942–1945
Od lipca 1942 „Napier” ponownie służył w brytyjskiej Flocie Wschodniej, w osłonie konwojów i sił głównych floty, bazując głównie w Kilindini i na Cejlonie. Od 30 lipca do 2 sierpnia brał udział w operacji Stab pozorującej atak na Andamany, w osłonie pancernika „Warspite” i lotniskowców HMS „Illustrious” i „Formidable”. Od 9 września brał udział w inwazji na francuski Madagaskar, m.in. wysadzając 10 września komandosów w Morondava na zachodnim wybrzeżu (z holenderskimi okrętami „Jacob van Heemskerck”, „Van Galen” i „Tjerk Hiddess” – operacja Tamper), biorąc udział w desancie w Tamatave 14 września (operacja Jane) i osłaniając desant w Tulear 29 września (operacja Rose).

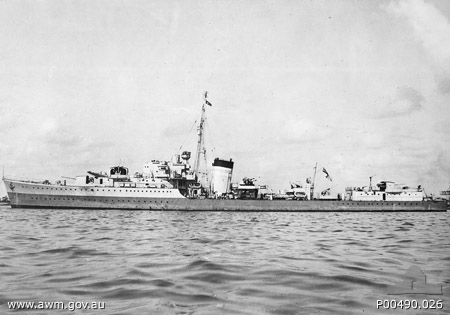
HMAS „Napier” ok. 1943 (widoczna przedłużona nadbudówka rufowa, charakterystyczna dla przewodników flotylli)

28 listopada okręt został uszkodzony wchodząc na mieliznę koło Kilindini. Od grudnia 1942 do lutego 1943 był remontowany w Durbanie. Przez kolejne miesiące poszukiwał okrętów podwodnych w rejonie Afryki Południowej, a następnie od czerwca pełnił zadania eskortowe na wschodnim Oceanie Indyjskim, między Durbanem, Adenem i Bombajem, bazując głównie w Durbanie.
Od stycznia 1944 „Napier” bazował w Trincomalee na Cejlonie, osłaniając siły Floty Wschodniej. Od 22 marca wziął udział w operacji Diplomat – wypadzie głównych sił floty z lotniskowcem „Illustrious” na Oceanie Indyjskim w celu spotkania z lotniskowcem USS „Saratoga”. Wszedł następnie w marcu w skład Zespołu 69 (Task Force 69) ubezpieczającego atak samolotów z lotniskowców HMS „Illustrious” i USS „Saratoga” (zespół TF 70) na bazę japońską w Sabang 19 kwietnia 1944 (operacja Cockpit). Był podczas tej operacji okrętem flagowym komodora Arlissa, dowodzącego niszczycielami Floty Wschodniej. 17 maja osłaniał atak tych lotniskowców (TF 66) na Surabaję (operacja Transom, w składzie zespołu TF 65). 4 czerwca nowym dowódcą niszczycieli Floty Wschodniej i okrętu został komodor Albert Poland.
Od sierpnia do końca października 1944 okręt był remontowany w Williamstown w Melbourne, po czym powrócił do zadań eskortowych. Od 3 listopada dowódcą niszczycieli Floty Wschodniej na „Napier” był kmdr H.J. Buchanan. 8 listopada okręt uratował rozbitków ze storpedowanego SS „Marion Moller”.
Od grudnia 1944 do końca stycznia 1945 „Napier” wspierał działania w Birmie, w składzie zespołu 64 nowo utworzonej Floty Indii Wschodnich, bazując w Chittagong. Między 14 a 24 grudnia wspierał ogniem wraz z HMAS „Nepal” desant 74. Brygady Indyjskiej na wybrzeżu Arakanu (operacja Romulus). Na początku stycznia 1945 brał udział w transportowaniu i wysadzeniu desantu 3. Brygady Komandosów na półwyspie Akyab (operacja Lightning, wraz z „Nepal” i slupem HMS „Shoreham”), a 12 stycznia wspierał desant tej brygady pod Myebon (operacja Pungent), walcząc z lotnictwem. 21 stycznia 1945 efektywnie walczył z bateriami nadbrzeżnymi na wyspie Ramree (operacja Matador). 22 stycznia 1945 powrócił na Cejlon eskortując HMS „Queen Elizabeth”, następnie w lutym przeszedł do Australii. W marcu przechodził niewielkie naprawy uszkodzeń sztormowych w Melbourne.

### Ocean Spokojny 1945

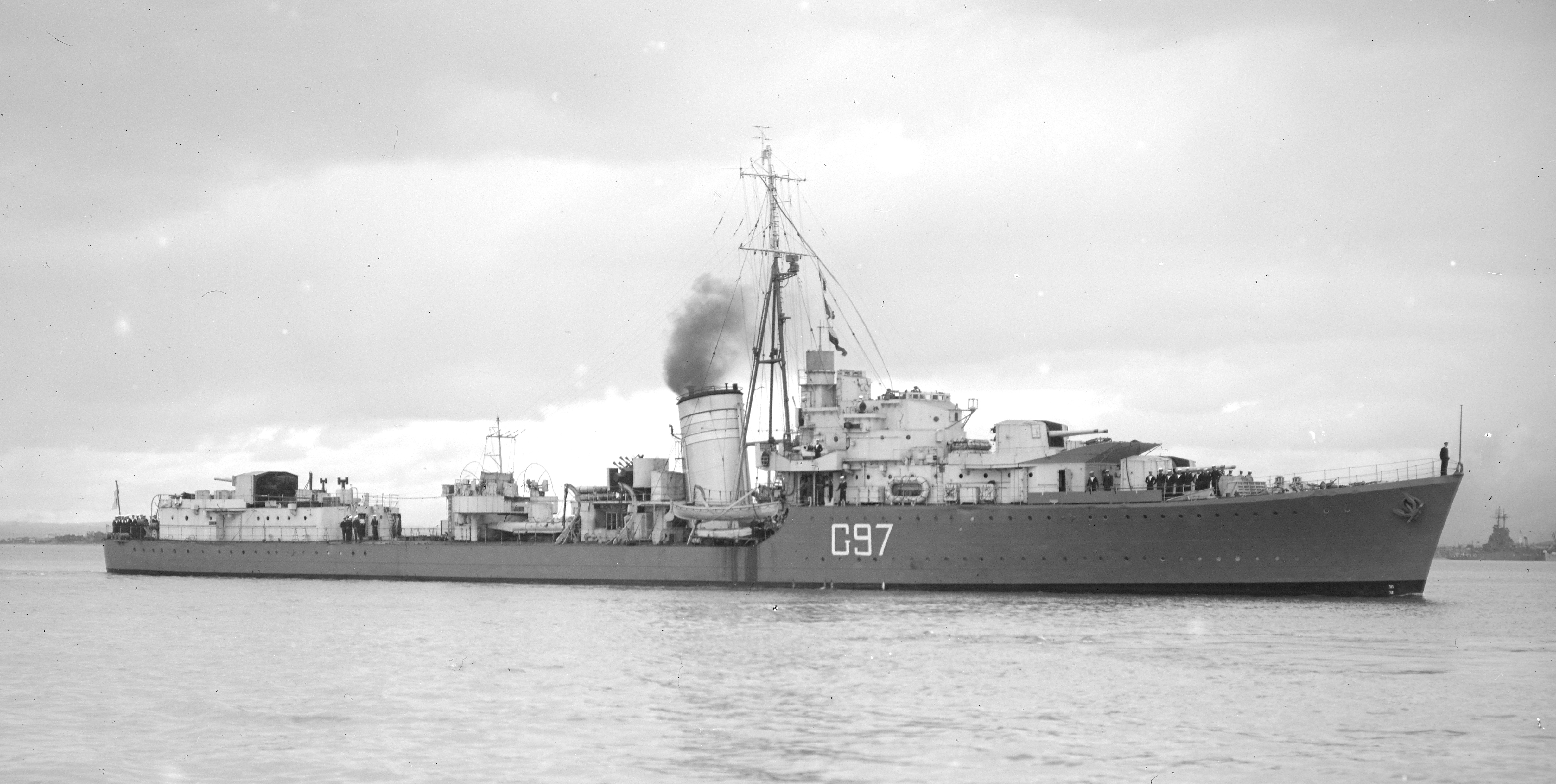
HMAS „Napier” w 1945

W kwietniu 1945 „Napier” przydzielono do Brytyjskiej Floty Pacyfiku, przygotowując go do współdziałania z flotą amerykańską. Głównie osłaniał zespoły zaopatrzeniowe floty alianckiej (Logistics Group – TF 112), wspierając działania Brytyjskiej Floty Pacyfiku (zespół TF 57) pod Leyte, następnie w maju przeciw Sakishima Gunto (operacja Iceberg II) i w lipcu Zespołu FT 37 pod Okinawą. Od 11 sierpnia 1945 działał w składzie zespołu Task Group 38.5, m.in. z niszczycielem HMAS „Nizam”.
2 września 1945 brał udział m.in. wraz z HMAS „Nizam” w ceremonii kapitulacji Japonii w Zatoce Tokijskiej. 22 września 1945 powrócił do Sydney.

### Po wojnie
Po wojnie 24 października 1945 „Napier” został zwrócony Wielkiej Brytanii, dokąd przybył 5 listopada 1945 (w zamian za niszczyciel HMS „Quality”). W Wielkiej Brytanii nie służył aktywnie. Został początkowo zakonserwowany w Devonport 12 grudnia 1945, a następnie wycofany do rezerwy 7 marca 1946. W styczniu 1953 przeholowany do Penarth. Ze służby wycofano go w 1955, po czym sprzedano na złom do stoczni w Briton Ferry, gdzie przybył 17 stycznia 1956.
Dowódcy: (wykaz niepełny)
- 28 listopada 1941 – 7 listopada 1942: Cpt (kmdr) Stephen H. Arliss
- 7 listopada 1942 – ?: Lt Cdr Arnold H. Green
- ? 1944 – 4 czerwca 1944: Komodor Stephen H. Arliss
- 4 czerwca 1944 – lipiec 1944: Komodor Albert Poland
- październik 1944: Lt Cdr J. Plunkett-Cole
- 22 października 1944 –: Cpt (komandor) H.J. Buchanan.

## Dane techniczne

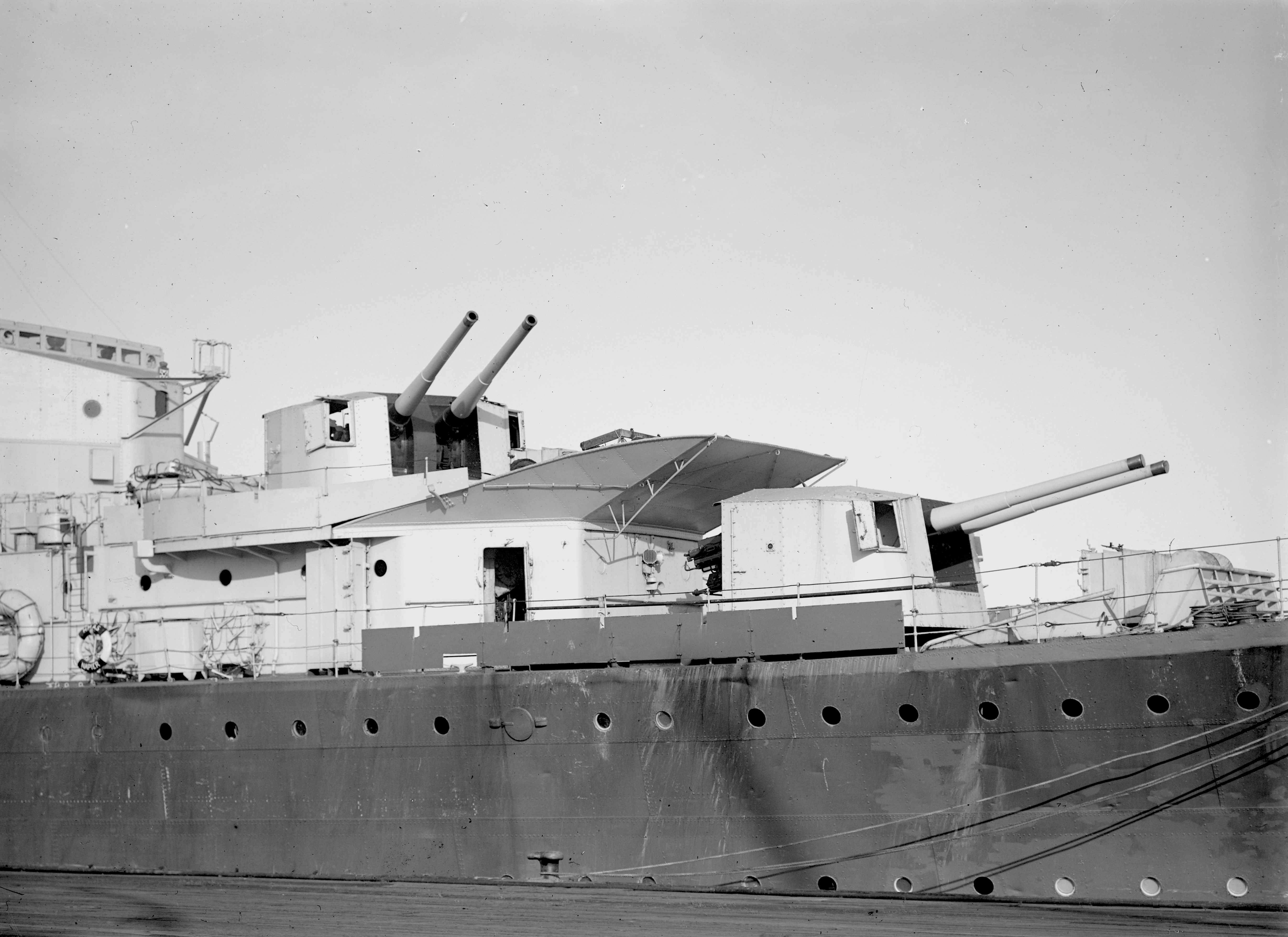
Działa 120 mm

Uwaga – dane dotyczące uzbrojenia i radarów odnoszą się ogólnie do okrętów typu N, daty zmian w przypadku konkretnego okrętu są orientacyjne.

### Uzbrojenie
- 6 dział 120 mm QF Mk XII na podwójnych podstawach CP Mk XIX, osłoniętych maskami (3xII)
  - długość lufy: L/45 (45 kalibrów), donośność maksymalna 15 520 m, kąt podniesienia +40°, masa pocisku 22,7 kg
- 1 działo plot 102 mm QF Mk V na podstawie HA Mk III
  - długość lufy: L/45, kąt podniesienia +80°, masa pocisku 14,06 kg
    - do 1942/1943
- 4 automatyczne armaty przeciwlotnicze 40 mm Vickers Mk VIII („pom-pom”) poczwórnie sprzężone na podstawie Mk VII (1xIV)
- 4–6 automatyczne działka plot 20 mm Oerlikon 20 mm (ich liczba stopniowo wzrastała, 4xI do 6xI, później 2xII i 2xI)
- 5 wyrzutni torpedowych 533 mm w aparacie torpedowym PR Mk II (1xV), 5 torped Mk IX
  -     - od 1942/1943 – 10 wyrzutni (2xV)
- 1 zrzutnia na 6 bomb i 2 miotacze bomb głębinowych (20–45 bomb głębinowych)

Wyposażenie
- hydrolokator
- system kierowania ogniem artylerii: dalocelownik (DCT) i główny dalmierz (na nadbudówce dziobowej)
- radar dozoru ogólnego Typ 286 (na głównym maszcie), później Typ 291
- radar kierowania ogniem plot Typ 285 (na stanowisku dalmierza)
- radar dozoru ogólnego SG-1 (amerykański, pod koniec wojny, na maszcie głównym)